# Банзаракцаев, Виктор Владимирович
Виктор Владимирович Банзаракцаев (30 июля 1985, с. Алтай, Кяхтинский район, Бурятская АССР, РСФСР, СССР) — российский борец вольного стиля. Мастер спорта России. Призёр чемпионата России.

## Спортивная карьера
В конце июня 2010 года стал бронзовым призёром Гран-При Иван Ярыгин в Красноярске. 25 июня 2010 года стал бронзовым призёром чемпионата России в Волгограде в весовой категории до 60 кг.  
В конце января 2013 года в Красноярске участвовал на Гран-При Иван Ярыгин, заняв 8 место.  
В конце октября 2013 года в казахстанском Таразе принимал участие на Мемориале Динмухамеда Кунаева, на котором занял 8 место.  
В конце марта 2014 года в Улан-Удэ стал бронзовым призёром Кубка президента Бурятии.  
21 июня 2014 года в Якутске на чемпионате России в схватке за бронзовую медаль уступил Бекхану Гойгерееву из Дагестана, заняв итоговое 5 место.  
В 2016 году завершил карьеру. В июне 2021 года в городе Ессентуки стал чемпионом России среди ветеранов в «группе А» - возрастная категория от 35 до 40 лет. В октябре 2021 года в Греции стал бронзовым призёром чемпионата мира среди ветеранов. 

## Спортивные результаты
- Чемпионат России по вольной борьбе 2010 — ;